# Federal de carpó groc
El federal de carpó groc (Pseudoleistes guirahuro) és un ocell de la família dels ictèrids (Icteridae).
Habita praderies, terres de conreu, normalment a prop de l'aigua de les terres baixes del sud-est del Brasil, Paraguai, Uruguai i nord de l'Argentina.